# 해양천국
해양천국(海洋天堂: Ocean Paradise)은 홍콩에서 제작된 설효로 감독의 2010년 드라마 영화이다. 이연걸 등이 주연으로 출연하였고 강지강 등이 제작에 참여하였다.

## 출연

### 주연
- 이연걸
- 계륜미
- 문장

### 조연
- 진서
- 석소룡
- 조병곤
- 마재함
- 동성붕

## 제작진
- 미술: 해중문